# Distoleon nefarius
Distoleon nefarius is een insect uit de familie van de mierenleeuwen (Myrmeleontidae), die tot de orde netvleugeligen (Neuroptera) behoort. 
Distoleon nefarius is voor het eerst wetenschappelijk beschreven door Navás in 1910.